# 161

## Nașteri
- 31 august: Commodus, împărat roman (d. 192)

## Decese
- 7 martie: Antoninus Pius, împărat roman (n. 86)